# Terapia comportamentale
La terapia comportamentale (o "terapia del comportamento") è una psicoterapia che ha come obiettivo principale la modifica dei comportamenti disadattivi dei pazienti. È la prima forma di psicoterapia che sia stata sottoposta a verifica sperimentale sistematica. Nata come applicazione al campo clinico dei principi sperimentali dell'apprendimento, evidenziati in laboratorio, si è rapidamente affermata a partire dagli anni '50, sostituendo gradualmente precedenti modalità di intervento psicologico, molto diffuse ma prive di alcun fondamento sperimentale.

## Descrizione
La terapia comportamentale si focalizza principalmente sul comportamento del paziente, cioè quell'attività osservabile - in rapporto con l'ambiente - che è fonte di problemi, quali sofferenza o disadattamento. Tali comportamenti, spesso chiamati "sintomatici", sono esaminati in relazione ai contesti in cui sono emersi e a quelli in cui si manifestano abitualmente. Un assunto centrale è che tali reazioni comportamentali siano state apprese, seguendo le leggi dell'apprendimento sociale e cognitivo (cognitive-social learning), ovvero condizionate da specifiche contingenze ed esperienze. 
La terapia comportamentale origina dagli studi di psicologia sperimentale sul condizionamento classico di Ivan Pavlov (1849-1936) e sul condizionamento operante di Burrhus  Skinner (1904-1990); ad essi si aggiunsero i contributi di Joseph Wolpe (1915-1997) sulla desensibilizzazione, di Hans Eysenck (1916-1997) sulla "teoria dei tratti" (primo ponte funzionale verso l'integrazione tra approcci comportamentisti e del primo cognitivismo) e di Victor Meyer con la formulazione condivisa del caso. Dagli anni '70, si parla appunto di neocomportamentismo per definire la rielaborazione operativa degli originari contributi teorici di Pavlov e Skinner in un'ottica specificatamente clinica. Dopo una prima fase di sviluppo avvenuta prevalentemente negli Stati Uniti (tra gli anni '60 ed i primi anni '80), si è poi diffusa progressivamente anche in Europa e nel resto del mondo.
Frequentemente associata alla terapia cognitiva (normalmente si parla infatti di "terapia cognitivo-comportamentale"), si avvale di tecniche d'intervento quali il condizionamento/decondizionamento (finalizzato all'estinzione o rimodulazione di risposte comportamentali e psicofisiologiche), la desensibilizzazione sistematica, il flooding, le tecniche di stop del pensiero e diversione dell'attenzione, l'uso di tecniche di rilassamento (come il rilassamento muscolare progressivo di Jacobson, le tecniche di controllo della respirazione o il training autogeno), ed il Biofeedback (BFB).
In ambito riabilitativo, si avvale di tecniche quali la token economy.